# Green Bay News-Chronicle
Le Green Bay News-Chronicle était un journal imprimé à Green Bay dans le Wisconsin, de 1972 à 2005. Il était en compétition avec la Green Bay Press-Gazette durant la totalité de son existence. Son dernier propriétaire était la chaine de journaux Gannett Corporation, qui est aussi la compagnie fondatrice de la Press-Gazette.